# Das Echo aller Furcht
Das Echo aller Furcht (englischer Originaltitel: The Sum of All Fears) ist der sechste Roman des US-amerikanischen Bestsellerautors Tom Clancy. Er gehört zur Jack-Ryan-Serie und war das vierte Buch dieser Romanreihe, das verfilmt wurde. In den USA erschien das Buch im Jahr 1991, die deutschsprachige Übersetzung wurde 1992 von Blanvalet veröffentlicht.
Das Buch bildet innerhalb der Jack-Ryan-Serie den Auftakt zu einer Trilogie mit den Büchern Ehrenschuld und Befehl von oben.

## Handlung
Der Originaltitel leitet sich von einem Zitat von Winston Churchill ab, welches sich auch am Anfang des Buches wieder findet. Es ist außerdem eine Anspielung auf einen möglichen nuklearen Krieg.
Am Anfang des Buches werden Ereignisse aus dem Jahr 1973 wiedergegeben. Israel befindet sich zu dieser Zeit im Jom-Kippur-Krieg mit seinen Nachbarstaaten. Die Israelischen Streitkräfte bereiten vier Flugzeuge mit je einer nuklearen Bombe vor, um die näher kommende syrische Armee zu stoppen. Nachdem die Syrer bei den Golanhöhen gestoppt werden konnten, wurden die Atombomben von den Flugzeugen abmontiert, da man dafür keine Notwendigkeit mehr sah. In der Eile wurde eine Atombombe aber versehentlich für einen Treibstofftank gehalten und der Pilot startete das Flugzeug ohne zu wissen, dass er eine nukleare Bombe an Bord hat. Dieses Flugzeug wurde über den Golanhöhen abgeschossen und die Bombe landete auf dem Feld eines drusischen Bauern. Die Nuklearbombe vom Typ Mark 12 geriet in Vergessenheit und versank im Sand des Feldes.
18 Jahre später, im Jahr 1991, kam es zu friedlichen Protesten von Palästinensern. Die israelische Polizei wollte diese Versammlung auflösen, wobei der Anführer der Protestbewegung von einem leitenden israelischen Polizisten erschossen wurde. Zur Entschärfung der daraus resultierenden politischen Spannungen und zur Verhinderung eines weiteren Konfliktes schmiedete der stellvertretende CIA-Direktor Jack Ryan einen Plan, der einen dauerhaften Frieden sichern sollte. Dieser sah vor, dass der Vatikan einen Vertrag zwischen den USA, der Sowjetunion, Israel, Saudi-Arabien und der Schweiz organisiert.
Indes findet eine palästinensische Terrorgruppe die in Syrien verschüttete Atombombe. Mit Hilfe ehemaliger RAF-Anhänger und eines DDR-Atomwissenschaftlers wird die Bombe wieder reaktiviert und ein Anschlag auf die USA vorbereitet. Dieser soll die USA und die Sowjetunion in einen Krieg verwickeln. Mit Hilfe eines militanten Amerikaners gelingt es der Gruppe, die Atombombe beim Super Bowl in Denver zu zünden. Aufgrund eines nicht erfolgten Arbeitsschrittes bei der Reaktivierung (der DDR-Wissenschaftler wird zu früh liquidiert) entfaltet die Bombe nicht ihre volle Wirkung; gleichwohl sterben nahezu alle Besucher des Stadions, darunter der Außenminister und der Verteidigungsminister der USA. Aufgrund der Automatismen des Gleichgewichts des Schreckens, einer mangelhaften Informationslage, einem provozierten konventionellen Zwischenfall in Berlin, Missverständnissen im Mittelmeer und einer schlechten Beratung durch seine nationale Sicherheitsberaterin hält US-Präsident Fowler die Sowjetunion für verantwortlich, womit die Welt kurz vor einem Atomkrieg steht. Ryan gelingt es in letzter Sekunde unter Missachtung von Befehlen die Katastrophe zu verhindern. Das FBI kann die Terroristen fassen, die letztlich in Saudi-Arabien nach der Scharia hingerichtet werden.

## Verfilmung
2002 wurde der Roman von Regisseur Phil Alden Robinson mit Ben Affleck und Morgan Freeman in den Hauptrollen verfilmt. Der deutsche Titel lautete Der Anschlag. Affleck verkörperte hier erstmals Jack Ryan, der in den vorangegangenen Clancy-Verfilmungen von Alec Baldwin (Jagd auf Roter Oktober) und Harrison Ford (Das Kartell; Die Stunde der Patrioten) dargestellt worden war. Die Handlung wich in einigen Punkten von der Romanvorlage ab. Der wesentlichste Unterschied bestand dabei in der Identität und den Motiven der Terroristen. Während im Roman islamische Extremisten für den Anschlag verantwortlich sind, ist es in der Verfilmung eine Gruppierung von Neonazis.

## Ausgabe
- Tom Clancy: Das Echo aller Furcht. München 2003, ISBN 3-442-45647-9.